# Истраго (Порденоне)
Истраго је насеље у Италији у округу Порденоне, региону Фурланија-Јулијска крајина.
Према процени из 2011. у насељу је живело 480 становника. Насеље се налази на надморској висини од 140 м.